# آرثر غرانت كامبل
آرثر غرانت كامبل هو دبلوماسي كندي، ولد في 1916، وتوفي في 17 يوليو 1996.